# Conothraupis
Conothraupis là một chi chim trong họ Thraupidae.